# ماركوس كوبر
ماركوس كوبر (بالإنجليزية: Marcus Cooper)‏ هو لاعب كرة قدم أمريكية أمريكي، ولد في 1 فبراير 1990 في Bloomfield, Connecticut ‏ في الولايات المتحدة.

## وصلات خارجية
- ماركوس كوبر على موقع مرجع كرة القدم المحترفة.كوم (الإنجليزية)